# Salix futura
Salix futura är en videväxtart som beskrevs av Karl Otto von Seemen. Salix futura ingår i släktet viden, och familjen videväxter. Utöver nominatformen finns också underarten S. f. psilocarpa.